# Hearts of Iron IV
Hearts of Iron IV je strategická válečná počítačová hra. Byla vydána 6. června 2016 švédskou společností Paradox Interactive jako součást stejnojmenné série. Hráč se ve hře ujímá role jednoho z existujících států v jednom ze dvou výchozích scénářů (1936 nebo 1939). Hra je velice populární mezi moddery.

## Hratelnost
Hru lze hrát v modu pro jednoho či více hráčů. V obou případech hráč začíná výběrem státu, za který bude hrát. Hra může probíhat v tzv. Ironman modu, kdy hráč může postup ve hře ukládat pouze na jeden slot. Důležitým činitelem před zahájením hry také je, jestli hráč vybere historický postup pro umělou inteligenci nebo ne. Tehdy totiž nejsou státy řízeny historickou přesností a může vzniknout úplně odlišný scénář.
Po spuštění hry je úkolem hráče spravovat vybraný stát a nedopustit jeho zánik po celou možnou dobu hry od roku 1936 do 1948. Přední záležitostí je řízení ozbrojených sil, které jsou rozděleny na pozemní vojsko, letectvo a námořnictvo. Pozemní vojsko, skládající se z jednotek, vyžaduje vybavení a mužstvo ke správnému fungování. Jeho výkonnost je ovlivněna několika faktory, jako například výcvikem, terénem, počasím, organizovaností apod. Podobně, ačkoli méně komplexně, tomu je i u letectva a námořnictva. Požadovaný materiál je vyráběn ve fabrikách a docích. Materiál pro armádu je produkován ve vojenských fabrikách, které mohou být konstruovány civilními fabrikami. Civilní fabriky produkují spotřební zboží a hráčem volené speciální budovy a umožňují plynulejší obchodování s ostatními zeměmi.
Ve hře hraje důležitou roli diplomacie a politika. Na začátku hry existují 4 ideologie určující fungování států a jejich vztahů s ostatními – jedná se o fašismus, komunismus, demokracii a nezařazené. Každá ideologie má své výhody a nevýhody. Například fašistické státy mohou rychleji vyhlašovat války, kdežto demokratické státy mají účinnější obchodování. Na začátku hry existuje 5 historických aliancí: Spojenci (demokracie), Osa (fašismus), Kominterna (komunismus), Čínská jednotná fronta (nezařazené) a Velká východoasijská sféra vzájemné prosperity (fašismus). Každý suverénní stát může z aliance vystoupit a usilovat o vstoupení, dokud tak není umožněno předsedajícím státem. Dále lze s ostatními státy uzavírat pakty o neútočení, garantovat je, nabídnout či požádat o vojenský přístup a vojenskou výpomoc.
Vývoj státu postupem času určuje tzv. „national focus“. Každý stát si za určitou politickou moc vybere bod, který mu v daném ohledu přinese bonus. Dané body jsou umístěny ve svém „stromu“, který funguje na bázi postupného odemykání bodů, kdy jsou body čím dál prospěšnější. Některé body ve stromu mohou umožnit například vytvořit alianci, získat další slot pro výzkum nebo změnit státní ideologii. Některé země mají vlastní unikátní strom, zatímco jiné sdílí základní generický strom.

## Datadisky
| Jméno                    | Datum vydání       | Obsah |
| ------------------------ | ------------------ | --- |
| Poland: United and Ready | 6. června 2016     | DLC zadarmo při pořízení hry. Přidává unikátní strom, vzhled jednotek a autentický dabing pro Polsko. Od 21. března 2024 je toto DLC zdarma součástí základní hry. |
| Together for Victory     | 15. prosince 2016  | Přidává unikátní stromy pro britská dominia (Kanada, Jižní Afrika, Indie, Austrálie a Nový Zéland, které přidávají možnost odtrhnout se od impéria.) Vytváří nový systém autonomie pro okupované státy a nový systém bojových plánů Od 21. března 2024 je toto DLC zdarma součástí základní hry.                                                         |
| Death or Dishonor        | 14. června 2017    | Datadisk přidává unikátní stromy pro Československo, Rumunsko, Maďarsko a Jugoslávii. Zároveň umožňuje formaci Malé dohody Přidává u fašistických zemí nový typ autonomie, říšský komisariát. Od 21. března 2024 je toto DLC zdarma součástí základní hry.                                                                                               |
| Waking the Tiger         | 8. března 2018     | Přidává unikátní strom všem členům Čínské jednotné fronty a upravuje stromy Německa a Japonska, kterým přidává možnost odstranění Hitlera v Německu a militaristické diktatury v Japonsku. Od 21. března 2024 je toto DLC zdarma součástí základní hry.                                                                                                  |
| Man the Guns             | 28. února 2019     | Man the Guns je čtvrtý rozšiřující balíček pro Hearts of Iron IV. Většinou se zaměřuje na zlepšení námořního boje, přestože v expanzi se objevuje řada dalších změn a nových vlastností. Například rozšíření přidává stromy vylepšení pro Nizozemsko a Mexiko, více alternativních cest historie pro Spojené státy a Spojené království a exilové vlády. |
| La Résistance            | 25. února 2020     | La Résistance do hry přidává nové výzkumné stromy k Francii a Vichistické Francii. Můžou také znovu zformovat starou Francouzskou monarchii. DLC přidává také rozšíření pro Portugalsko, Nacionalistické Španělsko a Republikánské Španělsko za Občanské války. Hlavně DLC přidává špionáž a špionážní letadla která můžou pomoct ve válce.              |
| Battle of Bosporus       | 15. října 2020     | DLC Přidává unikátní stromy po Turecko, Bulharsko a Řecko. K těmto zemím přidává unikátní vzhled jednotek a autentický dabing. |
| No Step Back             | 23. listopadu 2021 | Přidává do hry unikátní stromy pro Sovětský svaz, Polsko a Pobaltské státy. Dále pak přidává možnost vylepšovat tanky a vytvářet železniční kanóny. |
| By Blood Alone           | 27. září 2022      | Přidává do hry unikátní Focus tree pro Etiopii, Itálii a Švýcarsko. Dále také přidává možnost vytvářet svoje letadla. A přidává novou zemi Sultanát Aussa s vlastním Focus tree. |
| Arms Against Tyranny     | 10. října 2023     | DLC přidává unikátní stromy pro skandinávské země (Finsko, Švédsko, Norsko, Dánsko, Island). Mechaniku mezinárodního trhu zbraní. Přidává možnost vyvíjet designerské organizace. Upravuje mechaniky speciálních jednotek a přidává nové podpůrné oddíly.                                                                                                |
| Trial of Allegiance      | 7. března 2024     | DLC přidává unikátní stromy pro jihoamerické země Brazílie, Argentina, Chile, Paraguay a Uruguay. K těmto zemím přidává unikátní vzhled jednotek a autentický dabing. |
| Götterdämmerung          | 14. listopadu 2024 | DLC přidává unikátní stromy pro Německou říši, Rakousko, Maďarsko, Belgii a Belgické Kongo. Mechaniku výzkumu speciálních zbraní. Kulturní památky pro velké národy a možnost plánovat nálety na strategické cíle. |
| Graveyard of Empires     | 4. Března 2025     | DLC přidává unikátní stromy pro Britskou Indii, Írán, Irák a Afghánistán. |